# كريس راي
كريس راي (بالإنجليزية: Chris Ray)‏ هو لاعب كرة قاعدة أمريكي، ولد في 12 يناير 1982 في تامبا في الولايات المتحدة.

## وصلات خارجية
- كريس راي على موقع دوري كرة القاعدة الرئيسي (الإنجليزية)
- كريس راي على موقعبيزبول رفرنس.كوم (الدوري الرئيسي) (الإنجليزية)
- كريس راي على موقعبيزبول رفرنس.كوم (الدوري الثانوي) (الإنجليزية)
- كريس راي على موقع إي إس بي إن.كوم (أم.أل.بي) (الإنجليزية)
- كريس راي على موقع مشجعي الرسوم البيانية (الإنجليزية)